# Gouverneurswahlen in Japan 2020
In Japan fanden 2020 Wahlen von sechs Gouverneuren statt: in den Präfekturen (to/ken) Kumamoto, Tokio, Kagoshima, Toyama, Okayama und Tochigi.

## 22. März: Kumamoto
Bei der Gouverneurswahl in Kumamoto setzte sich Amtsinhaber Ikuo Kabashima klar für eine vierte Amtszeit durch. Einziger Gegenkandidat war Seishi Kōyama, bereits 2016 Gouverneurskandidat und 2002–2014 Bürgermeister von Kumamoto-shi.
| Kandidat                | Partei (Wahlempfehlungen) | Stimmen | Anteil   |
| ----------------------- | ------------------------- | ------- | -------- |
| Ikuo Kabashima          | –                         | 437.133 | 66,9 %   |
| Seishi Kōyama           | – (SDP Kumamoto)          | 123.868 | 33,1 %   |
| Summe                   | Summe                     | 653.702 | 100,00 % |
| Ungültige Stimmen u. ä. | Ungültige Stimmen u. ä.   | 2.704   | 0,4 %    |
| Wahlbeteiligung         | Wahlbeteiligung           | 656.406 | 45,03 %  |

## 5. Juli: Tokio
Die von der Coronavirus-Pandemie und der dadurch bedingten Verschiebung der Olympischen Spiele überschattete Gouverneurswahl in Tokio fand am 5. Juli statt, der gesetzliche Wahlkampfbeginn erfolgte somit am 18. Juni. Gleichzeitig fanden vier Nachwahlen zum Präfekturparlament von Tokio statt (Wahlkampfbeginn dafür: 26. Juni): in den Wahlkreisen Ōta-ku, Kita-ku, Hino-shi und Kita-Tama #3. Erstmals seit der Wahl 2011 fand die Gouverneurswahl nach einer vollen Amtszeit statt.
Die LDP machte im Mai 2020 öffentlich, dass sie darüber diskutierte, diesmal möglicherweise die Wiederwahl von Yuriko Koike (Tomin First) zu unterstützen, gab ihren Anhängern aber keine formale Wahlempfehlung. Koike kündigte erst am 12. Juni 2020 offiziell an, dass sie wieder kandidiert. Sie wollte ihren Wahlkampf ausdrücklich unparteilich führen und auf Abstand zu Parteien bleiben. Unter den bis dahin erklärten Kandidaten waren Kenji Utsununomiya, ehemaliger Präsident der japanischen Anwaltskammer und schon bei den Gouverneurswahlen 2012 und 2014 linker Kandidat mit Unterstützung verschiedener Parteien, Taisuke Ono, ehemaliger Vizegouverneur von Kumamoto mit Unterstützung aus der Nippon Ishin no Kai, Takashi Tachibana, ehemaliger Nationalabgeordneter im Sangiin und Parteivorsitzender der NHK kara Kokumin o Mamoru Tō, und der rechte Aktivist Makoto Sakurai. Am 15. Juni erklärte Tarō Yamamoto formal seine Kandidatur, ehemaliger Abgeordneter im Sangiin und Vorsitzender der linken Reiwa Shinsengumi; zu seinen Wahlversprechen gehörten die Absage der Olympischen Spiele und zur Linderung der pandemiebedingten Wirtschaftskrise 100.000 Yen für jeden Präfekturbürger. Am 17. Juni debattierten fünf wichtige/von im Nationalparlament vertretenen Parteien unterstützte Kandidaten (Koike, Utsunomiya, Ono, Yamamoto, Tachibana) in einer gemeinsamen Webcam-Konferenz beim Japanischen Reporterklub (日本記者クラブ Nihon Kisha Club, englisch JNPC).

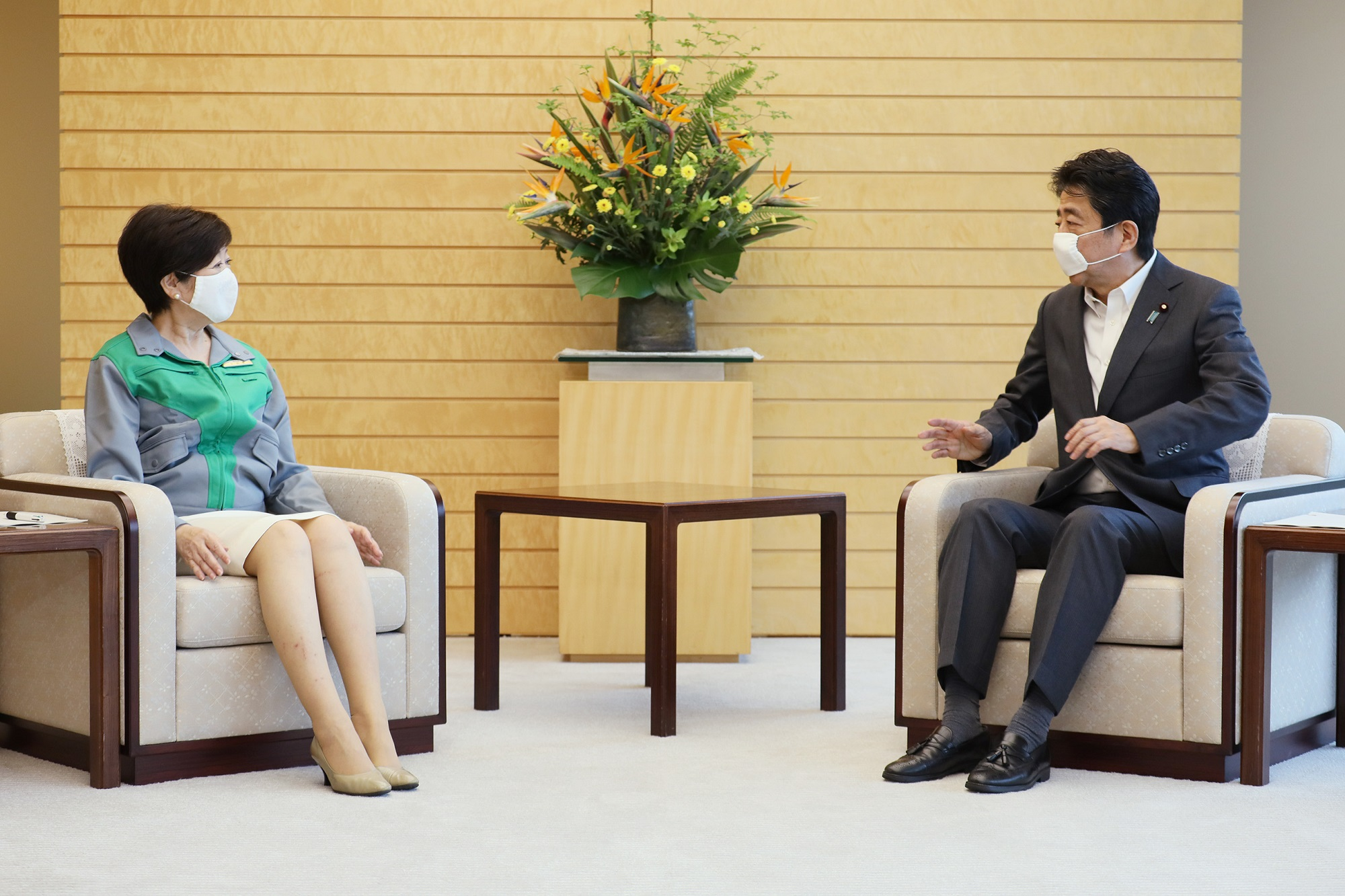
Yuriko Koike (mit Premierminister Shinzō Abe am Tag nach der Wahl)
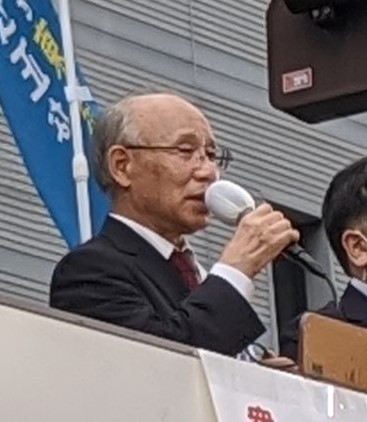
Kenji Utsunomiya
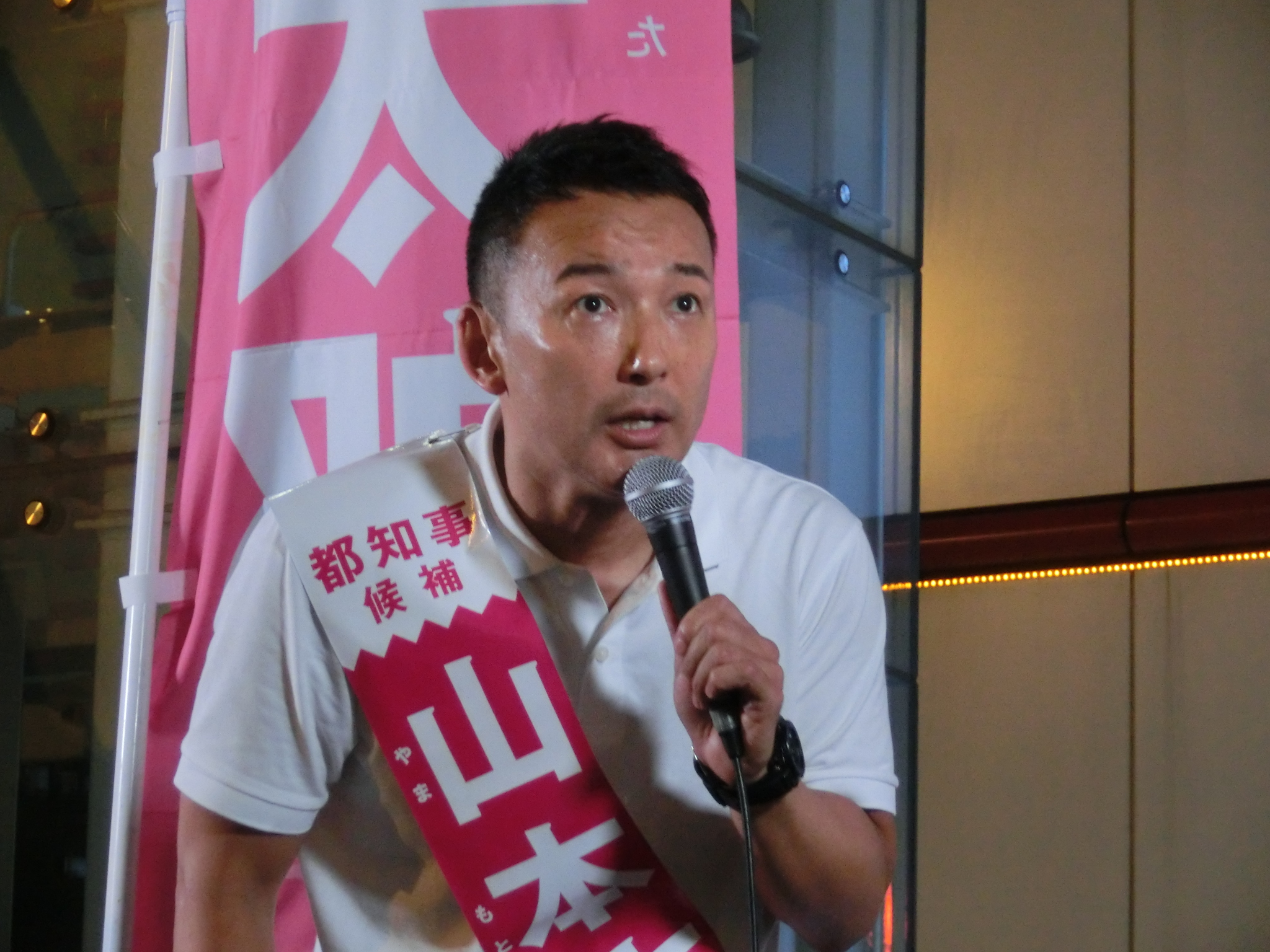
Tarō Yamamoto
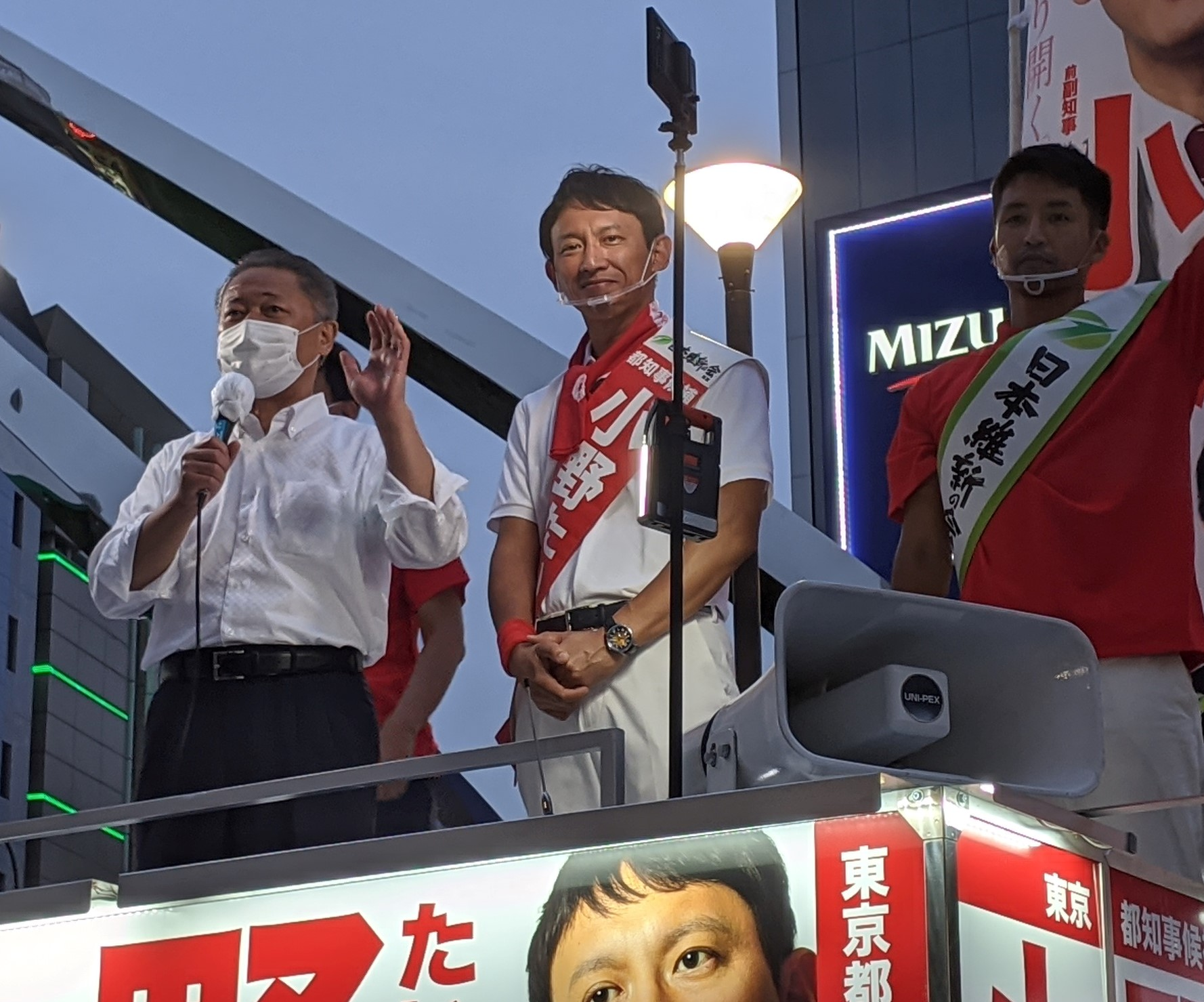
Taisuke Ono

Zum Wahlauftakt gab es 22 gemeldete Kandidaten, ein neuer Rekord. Es traten an (abgesehen von den ersten fünf Kandidaten in der Reihenfolge der Meldeliste):
- Yuriko Koike, 67, Unabh. mit informeller Unterstützung aus LDP und Kōmeitō, Gouverneurin seit 2016, ehemalige Nationalabgeordnete, Ministerin
- Kenji Utsunomiya, 73, Unabh. (KDP, KPJ, SDP), ehemaliger Präsident der nationalen Anwaltskammer
- Taisuke Ono, 46, Unabh. (Ishin), ehemaliger Vizegouverneur von Kumamoto
- Tarō Yamamoto, 45, Reiwa Shinsengumi, Parteivorsitzender, ehemaliger Nationalabgeordneter
- Takashi Tachibana, 52, Horiemon shintō (NKoku; die ホリエモン新党 Horiemon shintō ist eine im Mai neu bei der Präfekturwahlaufsichtskommission von Tokio gemeldete „politische Vereinigung“ Tachibanas), Parteivorsitzender, ehemaliger Nationalabgeordneter, ehemaliger NHK-Mitarbeiter
- Hiroko Nanami, 35, Kōfuku-jitsugen-tō, Parteifunktionärin
- Makoto Sakurai, 48, Nippon-daiichi-tō (日本第一党, „Japan-zuerst-Partei“), Parteivorsitzender
- Hiroshi Komiyama, 46, Unabh. (Smile-tō), ehemaliger Pflegemitarbeiter
- Hideyuki Takemoto, 64, Unabh., ehemaliger Asahi-Shimbun-Mitarbeiter
- Makoto Nishimoto, 33, SuperCrazy-kun (スーパークレイジー君), Parteivorsitzender, Sänger
- Yasuhiro Sekiguchi, 68, Unabh., Präsident eines Gebäuderversorgungstechnikunternehmens
- Seiichi Oshikoshi, 61, Unabh., Vorsitzender einer NPO
- Osamu Hattori, 46, Horiemon shintō (NKoku), Musiker
- Ken’ichirō Saitō, 39, Horiemon shintō (NKoku), Sekretär eines Unternehmers
- Teruki Gotō, 37, Transhumanist-tō (トランスヒューマニスト党), Parteivorsitzender
- Shion Sawa, 44, Unabh., Autor
- Hiroshi Ichikawa, 58, Shomin to dōbutsu no kai (庶民と動物の会, ~„Vereinigung der gewöhnlichen Leute und der Tiere“), Parteivorsitzender, Event Producer
- Hitoshi Ishii, 55, Unabh., freier Journalist
- Yasuhiro Nagasawa, 34, Unabh., Apotheker
- Kazue Ushio, 33, Unabh., ehemalige Mitarbeiterin eines produzierenden Unternehmens
- Masayuki Hiratsuka, 38, Kokumin-shuken-tō (国民主権党, „Volkssouveränitätspartei“), Parteivorsitzender
- Hisao Naitō, 63, Unabh., ehemaliger Angehöriger der Selbstverteidigungskräfte

Koike gewann mit absoluter Mehrheit. Bestplatzierter Herausforderer war Kenji Utsunomiya mit knapp 14 % der Stimmen, gefolgt von Tarō Yamamoto und Taisuke Ono.
Die Wahlbeteiligung sank auf 55 %. Nach Gemeinde am höchsten war sie im Dorf Toshima mit über 81 %, am niedrigsten in der Stadt Fussa mit unter 48 %; in Tokios 23 Bezirken (bis zum Zweiten Weltkrieg Stadt Tokio) lag sie insgesamt bei 54,9 %, in den kreisfreien Städten Tokios bei 55,2 %, im Landkreis West-Tama (Nishitama-gun) bei 52,6 % und in den Inselgemeinden/Unterpräfekturen Tokios bei 64,2 %.
| Kandidat                                       | Nominierung (Unterstützer)                     | Stimmen       | Anteil   |
| ---------------------------------------------- | ---------------------------------------------- | ------------- | -------- |
| Yuriko Koike                                   | – (informell: LDP, ToFi, Kōmeitō, Rengō Tokio) | 3.661.371000  | 59,7 %   |
| Kenji Utsunomiya                               | – (KDP, KPJ, SDP, NSP, Grüne, Teile der DVP)   | 844.151000    | 13,8 %   |
| Tarō Yamamoto                                  | ReiShin (Teile der DVP)                        | 657.277000    | 10,7 %   |
| Taisuke Ono                                    | – (Ishin, Atarashii Tō, Teile der DVP)         | 612.530000    | 10,0 %   |
| Makoto Sakurai                                 | Nippon-daiichi-tō                              | 178.784,293   | 2,9 %    |
| Takashi Tachibana                              | Horiemon (NKoku)                               | 43.912000     | 0,7 %    |
| aggregiert: 16 Kandidaten unter 0,5 %          | verschiedene                                   | 134.653,694   | 2,2 %    |
| Summe                                          | Summe                                          | 6.132.678,987 | 100,00 % |
| kumulierte Rundungsfehler aus Bruchteilstimmen | kumulierte Rundungsfehler aus Bruchteilstimmen | 0,013         |          |
| Ungültige Stimmen                              | Ungültige Stimmen                              | 77.134000     | 1,2 %    |
| Mutmaßlich mitgenommene Stimmzettel            | Mutmaßlich mitgenommene Stimmzettel            | 119000        | 0,0 %    |
| Nicht angenommene Stimmen                      | Nicht angenommene Stimmen                      | 8000          | 0,0 %    |
| Wahlbeteiligung                                | Wahlbeteiligung                                | 6.209.940     | 55,00 %  |

## 12. Juli: Kagoshima

Karte der Wahlsieger nach Gemeinde (Shiota pink, Mitazono grün, Itō blau)

In Kagoshima fand die Gouverneurswahl am 12. Juli statt, die amtliche Bekanntmachung erfolgte damit am 25. Juni. Die LDP hatte bereits im April 2020 beschlossen, die Wiederwahl von Satoshi Mitazono trotz Widerstand aus der LDP Kagoshima zu unterstützen. Mitazono war 2016 als Kandidat der Opposition gegen den von der LDP unterstützten Amtsinhaber Yūichirō Itō gewählt worden. Damals hatte Mitazono seinen Wahlkampf auf die Verhinderung bzw. Rücknahme der Wiederinbetriebnahme des Kernkraftwerks Sendai gestützt; aber als Gouverneur änderte er seine Position und gab seinen grundsätzlichen Widerstand auf. 2020 haben fünf Oppositionsparteien/-fraktionen gemeinsam beschlossen, keinen Kandidaten explizit zu unterstützen.
Mit sieben Kandidaten gab es in Kagoshima eine Rekordzahl von Bewerbern. Es kandidierten (in der Reihenfolge der Meldeliste):
- Nobuhiro Takeda, 66, Unabh., ehemaliger Oberschullehrer
- Fumiko Yokoyama, 73, Unabh. (KPJ), Ärztin
- Ryūko Aoki, 57, Unabh., ehemalige Moderatorin bei Kagoshima TV
- Satoshi Mitazono, 62, Unabh. (LDP, Kōmeitō), Gouverneur seit 2016, ehemaliger Kommentator bei TV Asahi
- Yūichirō Itō, 72, Unabh. (KDP Kagoshima), Gouverneur von 2004 bis 2016, ehemaliger Unterstaatssekretär (審議官 shingikan) im Sōmushō
- Kōichi Shiota, 54, Unabh., ehemaliger Regionalabteilungsleiter Kyūshū im METI
- Hiroyuki Arikawa, 61, Unabh., ehemaliger außerordentlicher Dozent (特任助教 tokunin jokyō) an der Universität Kagoshima

In der Woche vor der Wahl ereigneten sich in Kyūshū und anderen Teilen Japans Rekordregenfälle, die unter anderem im Norden von Kagoshima zu Überschwemmungen und Erdrutschen führten. Die Wahlbeteiligung sank auf knapp unter 50 %. Nach Gemeinde am niedrigsten war sie in den Städten Kanoya und Kagoshima mit unter 45 %, am höchsten im Dorf Toshima mit über 82 %. Shiota, der sich im Wahlkampf stark für die Förderung von KMU in der pandemiebedingten Wirtschaftskrise einsetzte, gewann, unter anderem durch starke Unterstützung in den Städten Kagoshima, Satsuma-Sendai und Ichiki-Kushikino; Mitazono siegte in vielen ländlicheren Gemeinden von Kagoshima; Itō lag nur in seiner Heimatstadt Izumi sowie in Akune, Mishima und Kawashima vorne.
| Kandidat                | Partei (Wahlempfehlungen) | Stimmen | Anteil   |
| ----------------------- | ------------------------- | ------- | -------- |
| Kōichi Shiota           | –                         | 222.676 | 33,9 %   |
| Satoshi Mitazono        | – (LDP, Kōmeitō)          | 195.941 | 29,8 %   |
| Yūichirō Itō            | – (KDP Kagoshima)         | 132.732 | 20,2 %   |
| Ryūko Aoki              | –                         | 56.297  | 8,6 %    |
| Fumiko Yokoyama         | – (KPJ)                   | 27.404  | 4,2 %    |
| Hiroyuki Arikawa        | –                         | 16.832  | 2,6 %    |
| Nobuhiro Takeda         | –                         | 5.733   | 0,9 %    |
| Summe                   | Summe                     | 657.615 | 100,00 % |
| Ungültige Stimmen u. ä. | Ungültige Stimmen u. ä.   | 4.262   | 0,6 %    |
| Wahlbeteiligung         | Wahlbeteiligung           | 661.877 | 49,84 %  |

## 25. Oktober
In Toyama und Okayama laufen die Amtszeiten der Gouverneure im November aus. Beide Wahlen sind für den 25. Oktober angesetzt, die amtliche Bekanntmachung erfolgte damit am 8. Oktober.

### Toyama

Wahlsieger nach Gemeinde, Nitta (blau) gewann in der Hauptstadt Toyama und den meisten anderen Gemeinden, Amtsinhaber Ishii (rot) nur einige ländlichere Gemeinden vor allem im Nordosten von Toyama

Die vierte Amtszeit von Takakazu Ishii endet am 8. November. Erstmals in über fünf Jahrzehnten kam es in Toyama zu einer Spaltung des konservativen Lagers: Eine geplante Gegenkandidatur hatte bereits Ende 2019 Hachirō Nitta angekündigt, Unternehmer, Wirtschaftsverbandsfunktionär und Bruder von Harumi Takahashi, der Senatorin für und ehemaligen Gouverneurin von Hokkaidō, und Enkel von Takekuni Takatsuji, Gouverneur von Toyama 1948–1956. Die LDP Toyama hatte im Juni 2020 beschlossen, Ishiis Wiederwahl zu unterstützen; aber manche LDP-Politiker in Toyama unterstützten Nitta, wie auch einzelne Abgeordnete der Nippon Ishin no Kai. Kōmeitō und DVP Toyama haben sich hinter Ishii gestellt. Außerdem bewarb sich mit Unterstützung von KPJ und SDP Eiko Kawabuchi, Vorsitzende einer NGO – seit 1948 die erste Frau, die bei einer Gouverneurswahl in Toyama kandidierte.
Nitta gewann mit 53,5 % der Stimmen.

### Okayama
In Okayama läuft die zweite Amtszeit von Ryūta Ibaragi am 11. November aus. Er kandidierte mit breiter nicht kommunistischer Unterstützung (LDP, KDP, Kōmeitō, Ishin) für eine dritte. Einziger Herausforderer war Hisaki Moriwaki von der KPJ Okayama, vorher Abgeordneter im Präfekturparlament. Zu den Hauptwahlkampfthemen zählten die COVID-19-Pandemie und der Wiederaufbau nach den Überschwemmungen 2018.
Ibaragi setzte sich klar durch.

## 15. November: Tochigi
In Tochigi war die Gouverneurswahl für den 15. November angesetzt, die Bekanntmachung erfolgte damit am 29. Oktober. Die vierte Amtszeit von Gouverneur Tomikazu Fukuda endet am 8. Dezember. Gouverneur Fukuda kandidierte mit Unterstützung von LDP und Kōmeitō erneut, einziger Gegenkandidat war Takao Tanobe, ehemaliger Leiter des NHK-Studios Utsunomiya.
Die Wahlbeteiligung erholte sich um rund fünf Punkte auf 38,7 %. Fukuda gewann mit Zweidrittelmehrheit.